# Cora (album)
Cora è il terzo album in studio della rapper italiana La Pina, pubblicato il 17 aprile 2000 dalla Universal.

## L'album
Così come il precedente, anche questo terzo album è accreditato, oltre a La Pina, ai Soul Kingdom, ovvero Patrick Benifei e Giuliano Palma dei Casino Royale, che hanno collaborato alla realizzazione dell'album.
Il titolo dell'album è anche il nome del cane dell'artista, Cora, un bulldog inglese al quale era molto affezionata e che ha dichiarato averle dato l'entusiasmo per realizzare l'intero disco. Oltre alla collaborazione tra La Pina e i Soul Kingdom, spicca l'intervento dei Gente Guasta, ovvero Esa (Warriors Don't Cry) e Polare (Io ci sarò) e di Sab Sista (Pronte a tutto).
La prima traccia dell'album, che ne contiene in totale dieci, Dammi ancora, è stata dedicata a Cora e Marvin, i cani di La Pina e Giuliano Palma, e più in generale a tutti i cani.

## Tracce
1. Dammi ancora – 3:45 (testo: Orsola Branzi)
2. Come ti senti? – 4:42 (testo: Orsola Branzi)
3. Tu sei cosa mia – 4:37 (testo: Orsola Branzi)
4. Tu non hai mai – 3:39 (testo: Orsola Branzi)
5. Non dimentico più – 4:21 (testo: Orsola Branzi)
6. Mi guarda la tua bocca – 3:58 (testo: Orsola Branzi)
7. Cin cin – 3:53 (testo: Orsola Branzi)
8. Io ci sarò – 4:45 (testo: Orsola Branzi)
9. Warriors Don't Cry – 4:37 (testo: Orsola Branzi)
10. Pronte a tutto – 3:31 (testo: Orsola Branzi)

Durata totale: 41:48